# Šarlota ze Schaumburg-Lippe
Šarlota ze Schaumburg-Lippe (10. října 1864, zámek Ratibořice – 16. července 1946, Bebenhausen) byla dcera prince Viléma ze Schaumburg-Lippe a jeho manželky Batildy Anhaltsko-Desavské. Jako druhá manželka krále Viléma II. Württemberského se stala württemberskou královnou. Byla nejen poslední württemberskou královnou, ale také poslední žijící královnou z kteréhokoli německého státu.

## Život

### Mládí
Šarlota se narodila na zámku Ratibořice v Čechách a vyrůstala na knížecím statku v Náchodě. Vedle obecných kulturních zájmů, jakými byla hudba a umění, zajímala se princezna také o sport, jako plavání, tenis, cyklistika a lyžování. Také mimořádně milovala lov.

### Sňatek
8. dubna 1886 se jednadvacetiletá Šarlota provdala za dědice württemberského království, o šestnáct let staršího korunního prince Viléma, který nastoupil v roce 1891 jako Vilém II. Württemberský na trůn. Šarlota byla jeho druhou manželkou, a stejně jako její předchůdkyně Marie Waldecko-Pyrmontská, byla považována za politicky nedůležitou ženu. Pokud se sňatek uskutečnil ze státních důvodů - Vilém neměl mužského dědice - byla by to nesprávná kalkulace, protože Šarlota neporodila žádné děti.
Jako württemberská princezna žila zpočátku v Ludwigsburgu a Stuttgartu, ale jako královna ve Wilhelmspalais ve Stuttgartu. Od června do října žil královský pár na svém sídle ve Friedrichshafenu. Přelom listopadu a prosince potom manželé trávili dvoutýdenní loveckou dovolenou na zámku Bebenhausen (bývalé opatství Bebenhausen), který se stal po revoluci v roce 1918 Šarlotiným trvalým domovem.
V roce 1890 přivezl Vilém svou novou manželku do Anglie, kde princezna May z Tecku poznamenala: "Šarlota se nám moc líbila, je to dobrá upřímná duše, i když příliš strohá, zdá se, že se dobře vyrovnala se všemi členy rodiny Württemberků, což značí velký takt".

### Württemberská královna
Král Vilém II. si mezi svými současníky užíval velké popularity, ale vztah královny Šarloty s württemberskými lidmi byl naopak velmi rezervovaný, jak vyplývá z dobových publikací, ve kterých je výrazné nadšení vůči králi spojeno se stejným zjevným chladem vůči královně. Její bezdětnost k tomu bezpochyby přispěla, ale sama o sobě není dostatečným vysvětlením.
Zdá se, že hlavní důvod spočíval v Šarlotině vnímané neochotě vykonávat své veřejné a slavnostní povinnosti. Například raději oslavovala své narozeniny v soukromí Friedrichshafenu než ve viditelném souznění se svými poddanými. Většinou krále nechávala, aby sám dohlížel na vojenské přehlídky a po několika letech ho již doprovázela na veřejné oslavě císařových narozenin. Také myslela na svou pozici nedostatečně královsky, což meklenbursko-střelická velkovévodkyně v roce 1892 okomentovala: "Slyšela jsem...že je příliš rozjařená a, mimo královské ruky, navíc tak ošklivá". Sestře velkovévodkyně, vévodkyni z Tecku, se Šarlota líbila, věřila však, že si královna nedělá starosti s oblečením či vzhledem. To ostře kontrastovalo s jejím manželem, který byl znám jako kultivovaný muž proslulý estetickým vkusem.
Šarlota však projevovala zájem a otevřenost vůči některým společenským kauzám, které se většinou týkaly výhod pro ženy. Jak požadovala konvence, převzala od své předchůdkyně záštitu nad velkým počtem sociálních a charitativních organizací, mezi nimi i tělo jáhenky (Diakonissenwesen), Švábské ženské unie (Schwäbische Frauenverein), Württemberské spořitelny (Württembergische Sparkasse) a červeného kříže. Nejvíce se však zajímala o ty organizace, které nějakým způsobem pomáhaly ženám. Nebyla sice osobně zapojena do ženského hnutí jako takového, ale podporovala instituce, které zlepšovaly postavení žen ve společnosti, její královské postavení jí umožňovalo podporovat také instituce, které poskytovaly dívkám vzdělání, díky němuž se mohly osamostatnit. Zvláštní angažovanost projevila jako patronka Württemberského svazu malířek (Württembergische Malerinnenverein) a prvního humanistického gymnázia pro dívky ve Württembersku, Charlottengymnasium ve Stuttgartu.
Její podpora Malerinnenvereinu souvisí s jejím zájmem o umění a kulturu. Spolu s manželem často navštěvovala divadla a opery.
Po Listopadové revoluci v roce 1918 a zrušení monarchie, se Vilém II. dohodl s württemberským státem na ročním příjmu pro sebe a manželku a na právu na doživotní pobyt na zámku Bebenhausen, kde Šarlota vedla po Vilémově smrti v roce 1921 izolovaný život pod titulem vévodkyně württemberská. V roce 1944 ji postihla cévní mozková příhoda, která ji na poslední roky života upoutala na invalidní vozík.
Královna Šarlota zemřela v Bebenhausenu 16. července 1946 ve věku 81 let. Nebyla pouze poslední württemberskou královnou, ale také poslední žijící královnou kteréhokoliv z německých států; bavorská královna zemřela v roce 1919 a královna pruská v roce 1921. Šarlota byla pohřbena, téměř bez povšimnutí, 23. července 1946 v Alter Friedhof v Ludwigsburgu vedle svého manžela.

## Tituly a oslovení
- 10. října 1864 – 8. dubna 1886: Její Jasnost Šarlota ze Schaumburg-Lippe
- 8. dubna 1886 – 6. října 1891: Její královská Výsost korunní princezna württemberská
- 6. října 1891 – 30. listopadu 1918: Její Veličenstvo královna württemberská
- 30. listopadu 1918 – 16. července 1946: Její Veličenstvo královna Šarlota Württemberská

## Vývod z předků
|                             |                                        |  |                                 |                                                       |  |  |  |  |  |  |  | Fridrich Arnošt z Lippe-Alverdissenu |
|                             |                                        |  |                                 |                                                       |  |  |  |  |  |  |  |                                      |
|                             | Filip II. ze Schaumburg-Lippe          |  |                                 |                                                       |  |  |  |  |  |  |  |                                      |
|                             |                                        |  |                                 |                                                       |  |  |  |  |  |  |  |                                      |
|                             |                                        |  |                                 | Alžběta Filipína von Friesenhausen                    |  |  |  |  |  |  |  |                                      |
|                             |                                        |  |                                 |                                                       |  |  |  |  |  |  |  |                                      |
|                             | Jiří Vilém ze Schaumburg-Lippe         |  |                                 |                                                       |  |  |  |  |  |  |  |                                      |
|                             |                                        |  |                                 |                                                       |  |  |  |  |  |  |  |                                      |
|                             |                                        |  |                                 | Vilém Hesensko-Philippsthalský                        |  |  |  |  |  |  |  |                                      |
|                             |                                        |  |                                 |                                                       |  |  |  |  |  |  |  |                                      |
|                             | Juliana Hesensko-Philippsthalská       |  |                                 |                                                       |  |  |  |  |  |  |  |                                      |
|                             |                                        |  |                                 |                                                       |  |  |  |  |  |  |  |                                      |
|                             |                                        |  |                                 | Ulrika Eleonora Hesensko-Philippsthalsko-Barchfeldská |  |  |  |  |  |  |  |                                      |
|                             |                                        |  |                                 |                                                       |  |  |  |  |  |  |  |                                      |
|                             | Vilém ze Schaumburg-Lippe              |  |                                 |                                                       |  |  |  |  |  |  |  |                                      |
|                             |                                        |  |                                 |                                                       |  |  |  |  |  |  |  |                                      |
|                             |                                        |  |                                 | Karel August Waldeck                                  |  |  |  |  |  |  |  |                                      |
|                             |                                        |  |                                 |                                                       |  |  |  |  |  |  |  |                                      |
|                             | Jiří I. Waldecko-Pyrmontský            |  |                                 |                                                       |  |  |  |  |  |  |  |                                      |
|                             |                                        |  |                                 |                                                       |  |  |  |  |  |  |  |                                      |
|                             |                                        |  |                                 | Kristýna Henrieta Falcko-Zweibrückenská               |  |  |  |  |  |  |  |                                      |
|                             |                                        |  |                                 |                                                       |  |  |  |  |  |  |  |                                      |
|                             | Ida Waldecko-Pyrmontská                |  |                                 |                                                       |  |  |  |  |  |  |  |                                      |
|                             |                                        |  |                                 |                                                       |  |  |  |  |  |  |  |                                      |
|                             |                                        |  |                                 | August III. Schwarzbursko-Sondershausenský            |  |  |  |  |  |  |  |                                      |
|                             |                                        |  |                                 |                                                       |  |  |  |  |  |  |  |                                      |
|                             | Augusta Schwarzbursko-Sondershausenská |  |                                 |                                                       |  |  |  |  |  |  |  |                                      |
|                             |                                        |  |                                 |                                                       |  |  |  |  |  |  |  |                                      |
|                             |                                        |  |                                 | Kristýna Anhaltsko-Bernburská                         |  |  |  |  |  |  |  |                                      |
|                             |                                        |  |                                 |                                                       |  |  |  |  |  |  |  |                                      |
| Šarlota ze Schaumburg-Lippe |                                        |  |                                 |                                                       |  |  |  |  |  |  |  |                                      |
|                             |                                        |  |                                 |                                                       |  |  |  |  |  |  |  |                                      |
|                             |                                        |  | Leopold III. Anhaltsko-Desavský |                                                       |  |  |  |  |  |  |  |                                      |
|                             |                                        |  |                                 |                                                       |  |  |  |  |  |  |  |                                      |
|                             | Fridrich Anhaltsko-Desavský            |  |                                 |                                                       |  |  |  |  |  |  |  |                                      |
|                             |                                        |  |                                 |                                                       |  |  |  |  |  |  |  |                                      |
|                             |                                        |  |                                 | Luisa Braniborsko-Schwedtská                          |  |  |  |  |  |  |  |                                      |
|                             |                                        |  |                                 |                                                       |  |  |  |  |  |  |  |                                      |
|                             | Fridrich August Anhaltsko-Desavský     |  |                                 |                                                       |  |  |  |  |  |  |  |                                      |
|                             |                                        |  |                                 |                                                       |  |  |  |  |  |  |  |                                      |
|                             |                                        |  |                                 | Fridrich V. Hesensko-Homburský                        |  |  |  |  |  |  |  |                                      |
|                             |                                        |  |                                 |                                                       |  |  |  |  |  |  |  |                                      |
|                             | Amálie Hesensko-Homburská              |  |                                 |                                                       |  |  |  |  |  |  |  |                                      |
|                             |                                        |  |                                 |                                                       |  |  |  |  |  |  |  |                                      |
|                             |                                        |  |                                 | Karolína Hesensko-Darmstadtská                        |  |  |  |  |  |  |  |                                      |
|                             |                                        |  |                                 |                                                       |  |  |  |  |  |  |  |                                      |
|                             | Batilda Anhaltsko-Desavská             |  |                                 |                                                       |  |  |  |  |  |  |  |                                      |
|                             |                                        |  |                                 |                                                       |  |  |  |  |  |  |  |                                      |
|                             |                                        |  |                                 | Fridrich Hesensko-Kasselský                           |  |  |  |  |  |  |  |                                      |
|                             |                                        |  |                                 |                                                       |  |  |  |  |  |  |  |                                      |
|                             | Vilém Hesensko-Kasselský               |  |                                 |                                                       |  |  |  |  |  |  |  |                                      |
|                             |                                        |  |                                 |                                                       |  |  |  |  |  |  |  |                                      |
|                             |                                        |  |                                 | Karolina Nasavsko-Usingenská                          |  |  |  |  |  |  |  |                                      |
|                             |                                        |  |                                 |                                                       |  |  |  |  |  |  |  |                                      |
|                             | Marie Hesensko-Kasselská               |  |                                 |                                                       |  |  |  |  |  |  |  |                                      |
|                             |                                        |  |                                 |                                                       |  |  |  |  |  |  |  |                                      |
|                             |                                        |  |                                 | Frederik Dánský                                       |  |  |  |  |  |  |  |                                      |
|                             |                                        |  |                                 |                                                       |  |  |  |  |  |  |  |                                      |
|                             | Luisa Šarlota Dánská                   |  |                                 |                                                       |  |  |  |  |  |  |  |                                      |
|                             |                                        |  |                                 |                                                       |  |  |  |  |  |  |  |                                      |
|                             |                                        |  |                                 | Žofie Frederika Meklenbursko-Zvěřínská                |  |  |  |  |  |  |  |                                      |
|                             |                                        |  |                                 |                                                       |  |  |  |  |  |  |  |                                      |